# Abborragölen (Bosebo socken, Småland)
Abborragölen är en sjö i Gislaveds kommun i Småland och ingår i Ätrans huvudavrinningsområde. Sjöns area är 0,027 kvadratkilometer och den är belägen 159 meter över havet.